# Samir Bukirra
Samir Bukirra, Samir Bouguerra (ar. سمير بوقرة ; ur. 18 lipca 1982) – algierski zapaśnik walczący w obu stylach. Olimpijczyk z Pekinu 2008, gdzie zajął dziewiętnaste miejsce w kategorii 96 kg w stylu klasycznym.
Zajął 29 miejsce na mistrzostwach świata w 2007. Dwukrotny srebrny medalista igrzysk afrykańskich w 2007 i siódmy w 2003. Zdobył cztery medale na mistrzostwach Afryki, złoty w 2008 roku.
- Turniej w Pekinie 2008

W pierwszej rundzie miał wolny los a potem przegrał z Chińczykiem Jiangiem Huachenem.